# 아부 따바르
아부 따바르(أبو طبر)는 이라크의 연쇄 살인자로, 본명은 하템 카짐(حاتم كاظم)이다.
1972년부터 바그다드를 중심으로 활동하였으며, 도끼를 사용한 범죄를 저질러서 '도끼를 사용하는 자'라는 뜻을 가진 아부 따바르라는 별명을 갖게 되었다. 주된 범행 수법은 빈집에 들어가 도둑질을 하고 난 뒤, 집주인이 돌아오기를 기다려 살해하는 방식이었다.
1974년에 범행을 위해 침입한 집의 이웃이 비어 있어야 하는 집에 불이 켜져 있는 것을 보고 신고하여 체포되었다. 수사 과정에서 아부 따바르가 살인을 즐기는 정신병적 증상이 있음이 밝혀졌고, 결국 사형이 선고되어 처형되었다.